# Progress Village
För andra betydelser, se Progress (olika betydelser).
Progress Village är en ort (CDP) i Hillsborough County, i delstaten Florida, USA. Enligt United States Census Bureau har orten en folkmängd på 5 392 invånare (2010) och en landarea på 7,8 km².